# Nightmare Classics
Nightmare Classics, conosciuta anche come Shelley Duvall's Nightmare Classics, è una serie televisiva antologica horror creata e prodotta da Shelley Duvall con adattamenti di famose storie dell'orrore di autori tra cui Henry James, Sheridan Le Fanu, Robert Louis Stevenson ed Ambrose Bierce.
Dopo il successo delle sue due precedenti serie antologiche  – Nel regno delle fiabe e Tall Tales & Legends – entrambe rivolte ad un pubblico in età di scuola elementare, la Duvall ha tentato di espandersi al pubblico di adolescenti e giovani adulti con Nightmare Classics. 

## Trasmissione
Nightmare Classics è andato in onda originariamente su Showtime dal 12 agosto al 26 novembre 1989. Sebbene fosse pianificato come una serie di sei episodi, alla fine ne sono stati prodotti solo quattro ed è stata la serie di minor successo prodotta dalla Duvall per Showtime.

## Episodi
| N° | Titolo                                      | Diretto da           | Tratto da                                                                    | Trasmissione originale |
| --- | ------------------------------------------- | -------------------- | ---------------------------------------------------------------------------- | ---------------------- |
| 1 | The Turn of the Screw                       | Graeme Clifford      | Il giro di vite di Henry James                                               | 12 agosto 1989         |
| Una giovane governante (Amy Irving) viene assunta per prendersi cura di due bambini trascurati, che mostrano segni di essere stati corrotti dall'influenza malvagia del fantasma che infesta la dimora (Michael Harris). La governante diventa ossessionata dall'idea di salvare i bambini da quella che vede come una minaccia mortale per le loro anime. Cast: Amy Irving, David Hemmings, Micole Mercurio, Olaf Pooley, Balthazar Getty, Michael Harris |                                             |                      |                                                                              |                        |
| 2 | Carmilla                                    | Gabrielle Beaumont   | Carmilla di Sheridan Le Fanu                                                 | 10 settembre 1989      |
| Marie (Ione Skye) è una ragazza solitaria che vive con il padre prepotente (Roy Dotrice) in una piantagione durante l'era della Guerra Civile. Le loro vite tranquille vengono turbate quando essi salvano la vita all'unica sopravvissuta ad un incidente in carrozza: una donna misteriosa di nome Carmilla (Meg Tilly). Quando nella zona vengono rinvenuti corpi con due piccoli fori sul collo, si inizia a credere che la donna sia un vampiro. Cast: Ione Skye, Meg Tilly, Roy Dotrice, Roddy McDowall, Armelia McQueen, John Doolittle, Lise Marie Russell |                                             |                      |                                                                              |                        |
| 3 | The Strange Case of Dr. Jekyll and Mr. Hyde | Michael Lindsay-Hogg | Lo strano caso del dottor Jekyll e del signor Hyde di Robert Louis Stevenson | 29 ottobre 1989        |
| Henry Jekyll (Anthony Andrews), un medico timido e senza pretese, è ossessionato dall'idea di separare il bene dal male negli umani usando gli intrugli chimici che ha preparato. Attratto da Rebecca (Laura Dern), figlia del preside della scuola di medicina per cui lavora, il timido dottore non ha il coraggio di dichiararsi finché non beve lui stesso la pozione che lo trasforma in Mr. Edward Hyde, gentiluomo bello e sicuro di sé. Cast: Anthony Andrews, Nicholas Guest, George Murdock, Laura Dern, Lisa Langlois, Rue McClanahan,                  |                                             |                      |                                                                              |                        |
| 4 | The Eyes of the Panther                     | Noel Black           | Gli occhi della pantera di Ambrose Bierce                                    | 26 novembre 1989       |
| Un burbero eremita del Vecchio West (John Stockwell) racconta la storia delle inquietanti esperienze di una famiglia di pionieri del Midwest la cui casa è stata invasa da una misteriosa pantera. Ma negli anni che seguono, una maledizione innaturale perseguita la bellissima figlia della famiglia Irene (Daphne Zuniga), che si ritrova a rispondere al richiamo di istinti primordiali e disumani. Cast: C. Thomas Howell, Daphne Zuniga, John Stockwell, Jeb Brown, Ruth de Sosa, Terry Wills, Nancy Parsons                                               |                                             |                      |                                                                              |                        |

## Differenze con le opere letterarie
The Turn of the Screw
- Nell'episodio Mister Harley, lo zio dei due bambini, si reca nella dimora e viene ucciso dagli spiriti. Nel racconto invece l'uomo compare solamente all'inizio quando assume la governante.
- Il finale dell'episodio e quello del racconto sono leggermente diversi. Nel racconto, dopo che Miss Grose è andata via con Flora l'istitutrice si confronta con Miles e lo protegge impedendogli di andare dall fantasma di Quint apparso alla finestra; poco dopo la donna scopre però che Miles è morto tra le sue braccia e il fantasma è andato via. Nell'episodio, invece, i fantasmi di Quint e Miss Jessel cercano di rapire la piccola Flora, poi Miles affronta Quint e precipita con lui giù dal tetto trovando la morte ma liberando così la dimora dalle presenze.

## Home video
Dopo la loro trasmissione iniziale su Showtime, tutti e quattro gli episodi di Nightmare Classics sono stati rilasciati nel 1990 come VHS stand-alone dalla Cannon Video.